# Mali Budići
Mali Budići su naselje u Republici Hrvatskoj u Požeško-slavonskoj županiji, u sastavu grada Pakraca.

## Zemljopis
Mali Budići se nalaze istočno od Pakraca, na južnim obroncima Ravne gore

## Stanovništvo
Prema popisu stanovništva iz 2011. godine Mali Budići su imali 2 stanovnika.
| broj stanovnika |       |       |       |       |       | 65    | 50    | 71    | 42    | 44    | 43    | 44    | 31    | 19    | 6     | 2     | 6     |
|                 | 1857. | 1869. | 1880. | 1890. | 1900. | 1910. | 1921. | 1931. | 1948. | 1953. | 1961. | 1971. | 1981. | 1991. | 2001. | 2011. | 2021. |